# 戀愛的滋味
《戀愛的滋味》 為韓國TV朝鮮綜藝節目。由朴娜勑、崔化精、金淑等人主持。主軸為韓國藝人和素人對象相親的戀愛節目。

## 第一季
- 播出日期：2018年9月16日－2019年2月21日（23集）
- 主持：崔化精（朝鲜语：최화정）、朴娜勑、金正敏

### 出演者
- 金鍾旼（歌手）（1－23集）[2]
- 李必模（1－23集）[3][註 1]
- 金楨勛（歌手、演員）[4]
- 具俊曄（歌手）（2.6.8.10.11.13.14.18.20.21.22集）[5]
- 鄭英珠（演員）（14－23集）
- 高周元（演員）（16－23集）

## 第二季
- 播出日期：2019年5月23日－2019年9月19日（23集）[6][7][8][9]。
- 主持：崔化精（朝鲜语：최화정）、朴娜勑、金淑
- 嘉賓：李龍眞、千明勳、顯祐、張水院、金在中

### 出演者
- 高周元（演員）（1－16集）
- 李亨哲（演員）（1－16集）
- 張佑赫（歌手）（1－2集）
- 吳彰錫（演員）（1－16集）
- 千明勳（歌手）（1－16集）
- 淑幸（Trot歌手）（5－16集）
- 李在煌（演員）（12－16集）

## 第三季
- 播出日期：2019年10月24日－2019年12月19日（8集）
- 主持：朴娜勑、金淑
- 嘉賓：張水院、金在中、鄭赫

### 出演者
- 李在煌（演員）（1－8集）
- 姜斗（歌手、演員）（1－8集）
- 鄭俊（歌手）（1－8集）
- 尹正秀（喜劇演員、搞笑藝人）（1－8集）
- 朴鎮宇（演員）（1－8集）